# Werner Jacob
Pour les articles homonymes, voir Jacob (homonymie).
Werner Jacob, né le 4 mars 1938 à Mengersgereuth-Hämmern (Thuringe) et mort le 23 mai 2006 à Nuremberg, est un organiste et compositeur allemand.

## Carrière
Il fait des études musicales à la Musikhochschule de Fribourg-en-Brisgau (orgue, clavecin, composition musicale, direction d'orchestre) avec Wolfgang Fortner, Fritz Neumeyer, Walter Kraft. En 1962, il étudie avec Bruno Maderna et Ligeti à Darmstadt. L'année suivante, il est nommé organiste titulaire à la Dreieinigkeitskirche de Nuremberg. En 1969, il dirige la Capelle Sebaldiana et les Nürnberg Bachsolisten. En 1976, il enseigne l'orgue à la Musikhochschule de Stuttgart puis en 1985, il est nommé directeur artistique de l'Orgelwoche de Nuremberg.
Il a enregistré l'intégrale de l'œuvre pour orgue de Jean-Sébastien Bach. Il compose des pièces pour orgue d'église, Da pacem (1971), Tempus dei (1979), Babel (1980), Sub cruce (1983), Missa contraria (1988) et également de la musique électronique.

## Source
- Alain Pâris, Dictionnaire des interprètes, Bouquins/Laffont 1989, p. 479